# جوانا لي
جوانا لي (بالإنجليزية: Joanna Lee)‏ هي كاتبة سيناريو وممثلة أمريكية، ولدت في 7 أبريل 1931 في الولايات المتحدة، وتوفيت بنفس المكان في 24 أكتوبر 2003. بدأت مشوارها المهني سنة 1956، ومن الجوائز التي نالتها جائزة الإيمي برايم تايم.

## أعمال

### أفلام
- (1959) الخطة 9 من الفضاء الخارجي[4][5]

## جوائز
- جائزة الإيمي برايم تايم

## وصلات خارجية
- جوانا لي على موقع IMDb (الإنجليزية)
- جوانا لي على موقع ألو سيني (الفرنسية)
- جوانا لي على موقع أول موفي (الإنجليزية)
- جوانا لي على موقع قاعدة بيانات الأفلام السويدية (السويدية)
- جوانا لي على موقع قاعدة بيانات الفيلم (الإنجليزية)
- جوانا لي على موقع كينوبويسك (الروسية)